# VK Sievjerodontjanka
VK Sievjerodontjanka (ukrainska: Сєвєродончанка) är en volleybollklubb från Sievjerodonetsk, Ukraina. Klubben grundades 1999. Den har blivit ukrainska mästare en gång (2008–2009) och ukrainska cupmästare en gång (2008–2009).